# Kalanchoe migiurtinorum
Kalanchoe migiurtinorum és una espècie de planta suculenta del gènere Kalanchoe, de la família de les Crassulaceae.

## Descripció
És una planta perenne, de fins a 60 cm d'alçada, glabra o glandular, glauca.
Les tiges són erectes, terete.
Les fulles són sèssils, molt carnoses, dures, planes o en forma de salsitxa, oblong-lanceolades, obovades a amplament espatulades, de 3 a 10 cm de llarg i d'1 a 4,2 cm d'ample, punta subaguda, base atenuada, marges sencers.
Les inflorescències són denses, de 10 a 15 cm, pedicels de 5 a 10 mm.
Les flors són erectes; calze aviat caduc, glabre o amb pèls glandulars; tub d'uns 0,2 mm; sèpals lanceolats, aguts, d'1,5 a 6 mm de llarg i d'1 mm d'ample; corol·la de color blanc a groguenc, de vegades color vermellós; tub cilíndric, eixamplat a la base, de 25 a 32 mm; pètals lanceolats, aguts, glabres o amb pèls glandulars, de vegades finament marcats amb punts o línies violàcies, de 6 a 8 mm de llarg i de 2,5 a 3 mm d'ample; estams inserits per sobre de la meitat del tub de la corol·la, inclosos o estams superiors parcialment sobresortints.
Espècie molt variable, sobretot en la forma de la fulla, amb 2 formes locals: plantes amb fulles estretes en forma de salsitxa sobre guix i plantes amb fulles planes sobre pedra calcària.

## Distribució
Planta endèmica del nord de Somàlia. Creix en turons de guix o pedra calcària en semidesert, de 200 a 1850 m d'altitud.

## Taxonomia
Kalanchoe migiurtinorum va ser descrita per Georg Cufodontis (Cufod.) i publicada a Webbia 19: 727. 1965.

### Etimologia
Kalanchoe: nom genèric que deriva de la paraula cantonesa "Kalan Chauhuy", 伽藍菜 que significa 'allò que cau i creix'.
migiurtinorum: epítet que fa referència a la regió Majeerteen (Migiurtinia en italià), a Somàlia.